# Torbda rufa
Torbda rufa là một loài tò vò trong họ Ichneumonidae.